# クレーンショット

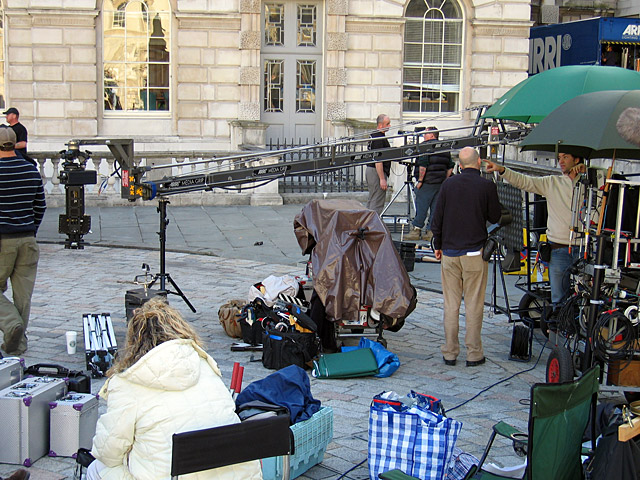
映画のクレーンショット

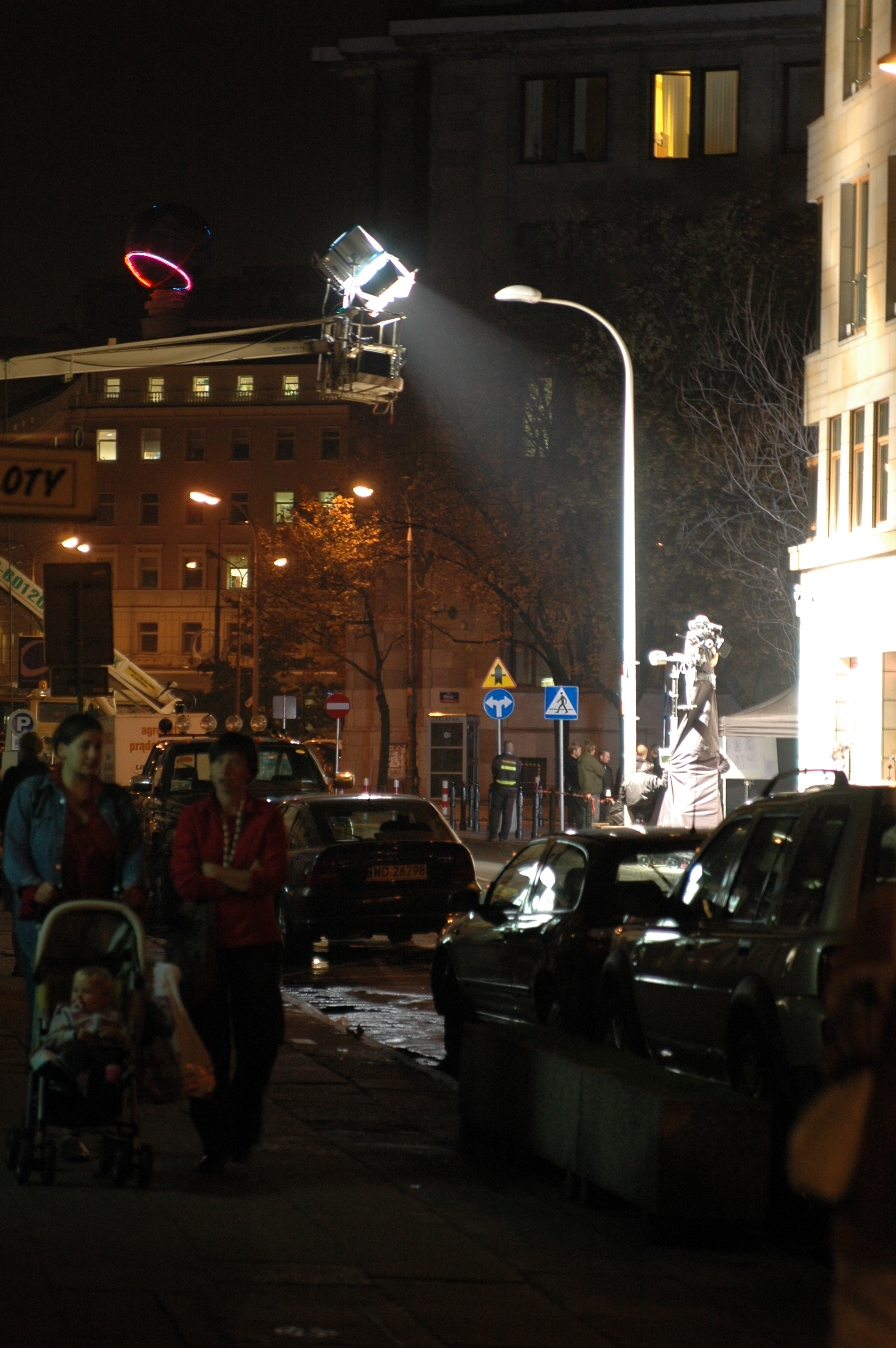
大型クレーンの先に照明を付けた夜間撮影

クレーンショット(crane shot)は、撮影用クレーン類にカメラをとりつけた撮影法や、その撮影で得られた映像のことである。クレーン・ショットとも表記する。映画、テレビ、音楽イベント、映画賞の授賞式などの撮影に使われることがある。
カメラの物理的な高さを連続的に大きく上下させることができ、ローアングルからハイアングルまで、あるいはその逆方向に、カメラの視点を上下に連続的に大きく変化させつつ撮れることが最大の特徴である。クレーンを左右に振ることで、そこに左右の動きを加えることもできる。

クレーンショットで得られる映像の雰囲気（ただし本動画は本物のクレーンショットではない）

視点が上下するので、比較的簡単に、画面に"動き"や "刺激"（インパクト）を加えることができる。またクレーンが高くなった時には広範囲を見渡した画面となり、観客・視聴者に圧倒的なスケール感を伝えることができる。
ただしクレーンを使えばクレーンのレンタル代金などがかかり、多用すればそれだけ撮影の費用も増すので、作品内容を考え、事前に撮影設計をして、費用に見合う効果あるいは費用以上の効果が得られると判断される場面で使うべき手法である。

## 歴史
クレーンショットが最初に使われたのは、D・W・グリフィスの1916年の映画『イントレランス』であり、簡易なものが使われた。
撮影用クレーンは現在では、ミニクレーンから大クレーンまで、分解できる軽量で便利なものや、ドリーと組み合わせたタイプで自走出来るタイプ、ライト用バッテリー積み込んであり車3台を牽引して走るタイプ、動きをコンピュータで制御しながら動くタイプなど次々と新しいものが出ている。

## クレーンショットの例
効果的で有名となったクレーンショットとしては、次のようなものが挙げられる。
- 1939年の映画『風とともに去りぬ』 - アトランタの戦いの後、カメラが戦場を広い視野でとらえることで、おびただしい数の負傷兵・死傷兵が画面におさまり、戦争がもたらす結果の悲惨さを観客に伝える[2]。
- 『市民ケーン』（1945年、オーソン・ウェルズ監督） - 舞台に立つ歌手スーザン・アレクサンダーを高い位置からとらえた状態から、カメラ位置が下降してゆき、さまざまな高さで劇場をとらえた後、最後に批評家が手に持つ新聞のレビュー記事をとらえる[2]。
- 『黒い罠』（1958年、オーソン・ウェルズ監督） - 絶賛され、映画史に残るクレーンショットである。このクレーンショットはまず時限爆弾のクローズアップ撮影から始まり、下降してゆき、街で忙しく活動する人々を広角撮影でとらえる[2]。
- 『ロード・オブ・ザ・リング』（2001-2003） - 中つ国の息を飲むような眺望や、主人公たちの旅、戦いなどを効果的に見せる[2]。
- 『ラ・ラ・ランド』（2016年） - カメラがL.A.の高速道路上をなめるように移動してゆき、曲とシンクロしてダンサーたちが自動車から飛び出して、その上で踊る、息を飲むようなシーン[2]。
- 日本では溝口健二監督のクレーンショットが素晴らしい効果をあげている。